# Verfassung Senegals
Die Verfassung Senegals (Constitution du Sénégal) ist die seit 22. Januar 2001 geltende Verfassung des Senegal.

## Geschichte
Vor der heutigen Verfassung hatte der Senegal bereits drei andere Verfassungen, die 1959, 1960 und 1963 in Kraft traten.
Die heutige Verfassung wurde im Rahmen eines Referendums beschlossen, das am 7. Januar 2001 auf Betreiben des ein Jahr zuvor gewählten Präsidenten Abdoulaye Wade durchgeführt wurde. Der Verfassungsvorschlag erreichte 94,0 % der gültigen Stimmen und wurde am 22. Januar im Journal officiel als Loi n° 2001–03 du 22 janvier 2001 portant Constitution verkündet, womit die neue Verfassung in Kraft trat.
Mit dem Verfassungsgesetz vom 5. April 2016 wurde die Verfassung nach einem Referendum, das am 20. März 2016 stattgefunden hatte, letztmals geändert. Die Amtszeit des Präsidenten der Republik wurde auf fünf Jahre festgesetzt. Er kann nur einmal wiedergewählt werden.

## Inhalt und Gliederung
Der Verfassungstext gliedert sich in 108 Artikel, die in 13 Abschnitten wie folgt zusammengefasst sind:
- Titel I. Vom Staat und der Souveränität.
- Titel II. Von den bürgerlichen Freiheiten und den Menschenrechten, von den wirtschaftlichen und sozialen Rechten und der Gleichberechtigung.
- Titel III. Vom Präsidenten der Republik.
- Titel IV. Von der Regierung.
- Titel V. Von der Opposition.
- Titel VI. Vom Parlament.
- Titel VII. Vom Verhältnis zwischen Exekutive und Legislative.
- Titel VII–I. Vom Wirtschafts- und Sozialrat.
- Titel VIII. Von der Judikative.
- Titel IX. Von Internationalen Verträgen.
- Titel X. Vom Obersten Gerichtshof.
- Titel XI. Von den kommunalen Gebietskörperschaften.
- Titel XII. Von der Änderung der Verfassung.
- Titel XIII. Übergangsbestimmungen.

## Verfassungsorgane
Seit 2016 sind die verfassungsmäßigen Instanzen der Republik (Verfassungsorgane) die folgenden:
- der Präsident der Republik,
- die Nationalversammlung (Assemblée nationale),
- die Regierung, bestehend aus dem Premierminister und den Ministern,
- der Wirtschafts-, Sozial- und Umweltrat,
- der Verfassungsrat (Conseil constitutionnel), der Oberste Gerichtshof, der Rechnungshof sowie Gerichtshöfe und Tribunale.

## Konsolidierter Verfassungstext
Obwohl der Verfassungstext seit 2001 mehrfach grundlegend geändert wurde, gab es keine koordinierten Arbeiten der zuständigen Stellen an einer einheitlichen Version des geltenden Verfassungstextes. Da mehrere Versionen im Umlauf waren, die sich inhaltlich deutlich unterschieden, gab es unterschiedliche Auffassungen über den Wortlaut und die Auslegung von Verfassungsartikeln, was zu einer gewissen Rechtsunsicherheit führte.
Angesichts dieser Situation hat der Verfassungsrat im Sinne des von ihm am 12. Februar 2016 festgelegten Grundsatzes der Rechtssicherheit beschlossen, eine Zusammenstellung und Konsolidierung vorzunehmen. Ziel eines solchen Unterfangens sei es einerseits, die bisher verabschiedeten verfassungsändernden Gesetze zu ermitteln und andererseits die durch sie vorgenommenen Änderungen zu berücksichtigen, um einen aktuellen und genau dem Willen des Verfassungsgebers entsprechenden Text zu erhalten.
In diesem Aktualisierungsprozess war der Verfassungsrat bemüht, die durch die Verfassungsgesetze beschlossenen Änderungen, wie sie im Journal officiel der Republik Senegal veröffentlicht waren, in der Reihenfolge ihres Datums in die konsolidierte Version des Verfassungstextes aufzunehmen. Er hat für jede integrierte Änderung darauf geachtet, in dem Artikel, der die betreffenden Bestimmungen enthält, die Nummer und das Datum der Veröffentlichung im Journal officiel anzugeben.
Beim Lesen dieser Version machen sich viele Mängel der verfassungsändernden Gesetze bemerkbar. Der Verfassungsrat, der sich der Grenzen seiner Befugnisse bewusst war, wollte jedoch nicht die Verfassungsgebende Gewalt ersetzen und verzichtete daher bewusst auf die Korrektur dieser Mängel.